# Ursula Heimberg
Ursula Heimberg (* 10. April 1942 in Augsburg; † 26. Dezember 2012 in Horben) war eine deutsche Klassische und provinzialrömische Archäologin.

## Leben
Ursula Heimberg studierte nach dem Abitur in Freiburg im Breisgau 1961 seit dem Sommersemester 1961 Klassische Archäologie, Vorgeschichte und Alte Geschichte an der Universität Freiburg, unterbrochen von zwei Semestern in München 1962/63. Im Mai 1967 wurde sie in Freiburg bei Walter-Herwig Schuchhardt mit einer Arbeit zur Ikonographie des Poseidon promoviert. Von 1967 bis 1971 bearbeitete sie mit einem Stipendium des Deutschen Archäologischen Instituts die griechische Keramik aus dem Kabirenheiligtum bei Theben (Böotien). Seit 1971 arbeitete sie für das Rheinische Landesmuseum Bonn/Amt für Bodendenkmalpflege in Bonn. Zunächst war sie wissenschaftliche Mitarbeiterin an den Grabungen in der Colonia Ulpia Traiana (Xanten), seit 1973 war sie wissenschaftliche Referentin in der Bodendenkmalpflege. Ab 1979 arbeitete sie als Fundbearbeiterin für die Ausgrabungen in Xanten. Von 1987 bis zu ihrer Pensionierung 2007 war sie in Bonn für die römische Abteilung des Rheinischen Landesmuseums Bonn zuständig.

## Veröffentlichungen (Auswahl)
- Das Bild des Poseidon in der griechischen Vasenmalerei. Oberkirch, Freiburg 1968 (= Dissertation).
- Römische Landvermessung: limitatio (= Kleine Schriften zur Kenntnis der römischen Besetzungsgeschichte Südwestdeutschlands 17). Gesellschaft für Vor- und Frühgeschichte in Württemberg und Hohenzollern, Stuttgart 1977.
- Gewürze, Weihrauch, Seide. Welthandel in der Antike (= Kleine Schriften zur Kenntnis der römischen Besetzungsgeschichte Südwestdeutschlands Bd. 27). Gesellschaft für Vor- und Frühgeschichte in Württemberg und Hohenzollern, Stuttgart 1981.
- Die Keramik des Kabirions (= Das Kabirenheiligtum bei Theben Bd. 3). de Gruyter, Berlin u. a. 1982, ISBN 3-11-005755-7.
- mit Anita Rieche: Die römische Stadt. Planung, Architektur, Ausgrabung. Rheinland-Verlag, Köln 1986, ISBN 3-7927-0907-4
- Villa rustica. Leben und Arbeiten auf römischen Landgütern. Zabern, Mainz 2011, ISBN 978-3-8053-4318-3